# La storia di Webster
La storia di Webster (The Story of Webster) è un racconto dello scrittore inglese P. G. Wodehouse, pubblicato per la prima volta in volume nel 1933 nella raccolta di racconti Mulliner Nights (in italiano: Le sere di Mulliner).

## Trama
Mr. Mulliner, frequentatore del club Anglers' Rest (Il riposo dei Pescatori), partecipa a una discussione sui gatti che si svolge fra gli avventori del club («sono perfidi», «sono inaffidabili», «non hanno tatto», ecc.). Per Mr. Mulliner, «l'obiezione che si può fare alla maggior parte dei gatti è la loro insopportabile aria di superiorità. I gatti, in quanto specie, non sono mai guariti del tutto dall'arroganza provocata in loro dal fatto che nell'Antico Egitto erano venerati come dei. Questo li rende inclini ad ergersi a giudici e censori dei fragili, manchevoli esseri umani di cui condividono la sorte. Ti fissano con un'aria di rimprovero. Ti osservano preoccupati. E su un uomo sensibile questo ha spesso dei brutti effetti, perché provoca dei gravi complessi di inferiorità». Mr. Mulliner prende spunto dalla discussione per narrare la vicenda di suo nipote Lancelot, figlio di suo cugino Edward Mulliner.
Webster era il gatto del Decano di Bolsover il quale, quando fu nominato vescovo e dovette lasciare l'Inghilterra per recarsi in Africa, lasciò l'animale in custodia al nipote Lancelot Mulliner, un pittore fidanzato con Gladys Bingley, una poetessa. L'arrivo di Webster rivoluzionò completamente la vita di Lancelot. L'educazione che Webster aveva ricevuta al decanato ne aveva fatto un gatto austero, ipercritico. «Era come se un Savonarola o qualche altro predicatore si fosse all'improvviso installato nell'atmosfera spensierata, bohémienne dello studio». Lancelot cominciò a farsi la barba tutti i giorni, a smettere di fumare, a trascurare Gladys, giudicata da Webster una ragazza troppo leggera, per frequentare la pretenziosa Brenda Carberry-Pirbright. Un giorno che bottiglia di liquore si versò sul pavimento, Webster ne bevve in abbondanza ubriacandosi; Lancelot scoprì quindi che «quell'austero pilastro —almeno in apparenza— di virtù, si era rivelato in fondo un ragazzo come tutti gli altri. Lancelot non si sarebbe mai più intimidito sotto il suo sguardo».

## Edizioni
Il racconto fu pubblicato, col titolo "The Bishop's Cat", nel numero di febbraio 1932 della rivista statunitense The American Magazine e successivamente sulla rivista inglese The Strand Magazine di maggio 1932. Fu rivisto, intitolato "The Story of Webster" e adattato agli altri racconti, quando fu inserito nella raccolta Mulliner Nights. Il racconto ebbe un sequel (I gatti sono gatti).
- P. G. Wodehouse, The Story of Webster. In: Mulliner nights, London: Herbert Jenkins, 1933
- P. G. Wodehouse, The Story of Webster. In: Mulliner nights, New York: Doubleday, 1933
- P. G. Wodehouse, La storia di Webster. In: Le serate di Mulliner: romanzo umoristico inglese; traduzione di Alberto Tedeschi, Milano: Bietti, 1933, Coll. Nuovissima collezione letteraria n. 83, 287 p.
- P. G. Wodehouse, La storia di Webster. In: Le sere di Mulliner; introduzione di Franco Cavallone; traduzione di Luigi Brioschi, Milano: Biblioteca Universale Rizzoli, 1985, Coll. BUR n. 543, 227 p., ISBN 88-17-16543-3